# He’s a Rebel
«He’s a Rebel» — песня американской гёрл-группы Crystals.
Именно эта песня сделала звезду из Фила Спектора, до неё бывшего просто одним из многих довольно успешных продюсеров. Написал же песню известный певец Джин Питни, большим композитором не считавшийся.
Как теперь оказывается, в реальности вместо группы Crystals эту и многие другие их песни записывали другие девушки. На этой главную партию исполняет Дарлин Лав из малоизвестной лос-анджелесской гёрл-группы Blossoms. Дело в том, что группы Crystals не было в городе. когда Филу Спектору понадобилось эту песню записать. Поэтому вместо Crystals её записала в студии группа Blossoms.

## Премии и признание
В 2004 году журнал Rolling Stone поместил песню «He’s a Rebel» в оригинальном исполнении группы Crystals на 263 место своего списка «500 величайших песен всех времён». В списке 2011 года песня находится на 267 месте.
Также песня «He’s a Rebel» в исполнении группы Crystals вместе с ещё одной их песней — «Da Doo Ron Ron (When He Walked Me Home)» — входит в составленный Залом славы рок-н-ролла список 500 Songs That Shaped Rock and Roll.
В 2004 году оригинальный сингл «He’s a Rebel» группы Crystals (вышедший в 1962 году на лейбле Philles Records) был принят в Зал славы премии «Грэмми».